# Джессі Племенс
Джессі Лон Племенс (англ. Jesse Lon Plemons; нар. 2 квітня 1988, Даллас, Техас, США) — американський актор кіно і телебачення. Розпочав зніматись ще в дитячому віці, але прорив у акторській кар'єрі здійснив пізніше у віці 18 років, завдяки ролі Лендрі Кларка у телесеріалі «Нічні вогні п'ятниці», який транслювався телеканалом NBC у 2006—2011 роках. Широку впізнаваність здобув після знімання у культовому телесеріалі «Пуститися берега» (5 сезон) від телеканала АМС, де він зіграв роль злочинця Тодда Елквіста. За цю роль Джессі, разом зі своїми колегами по зйомках, отримав Премію Гільдії кіноакторів у категорії «Найкращий акторський склад у драматичному серіалі» за 2013 рік. Пізніше Племенс повернувся до ролі Тодда у телефільмі «Ель Каміно», продовженні телесеріалу «Пуститися берега», який вийшов на Netflix 11 жовтня 2019 року, а потім його показали на телеканалі AMC.
Після «Пуститися берега» та деяких інших фільмів і серіалів, Племенс знявся у 2 сезоні телесеріала-антології «Фарґо» на телеканалі FX. Ця роль принесла йому першу номінацію на Прайм-тайм премію «Еммі» у категорії «Найкращий актор другого плану у мінісеріалі або фільмі», а також він здобув нагороду «Вибір телевізійних критиків» у категорії «Найкращий актор другого плану у мінісеріалі або фільмі» за 2016 рік. До того ж на зніманні цього телесеріалу Джессі Племенс познайомився зі своєю майбутньою дружиною Кірстен Данст. Другу номінацію на Прайм-тайм премію «Еммі», цього разу у категорії «Найкращий актор у мінісеріалі або фільмі» він здобув за роль Роберта Дейлі в епізоді «Космічний човен Калістер», телесеріала-антології «Чорне дзеркало». Прем'єра цього епізоду відбулась 29 грудня 2017 року на каналі Netflix.
Крім телесеріалів, Племенс брав участь у таких фільмах як, «Майстер» (2012), «Чорна меса» (2015), «Міст Шпигунів» (2015), «Секретне досьє» (2017), «Нічні ігри» (2018), «Влада» (2018), «Ірландець» (2019) та інших. Номінант на премію «Оскар» як найкращий актор другого плану (фільм «У руках пса»; 2022), володар призу за найкращу чоловічу роль Каннського кінофестивалю (фільм «Види милосердя»; 2024).

## Біографія

### Ранні роки життя
Племенс народився у Далласі, штат Техас, у родині Лізи Бет і Джима Боба Племенса. Має старшу сестру Джилл. Зростав у невеличкому містечку Март. У цьому ж місті він відвідував початкову та середньозагальну державну школу (Mart High School), де грав у місцевій футбольній команді. Через чисельні прослуховування та акторську роботу змушений був перевестись на дистанційну програму навчання. У 2007 році Племенс дистанційно закінчив Техаську Технологічну Школу (TTU K-12) при Техаському Технологічному Університеті (Texas Tech University).

### Акторська кар'єра
Свою кар'єру Племенс розпочав з реклами «Кока-коли» у віці 3 років. Коли йому виповнилось 8 років, разом з батьками почав відвідувати прослуховування у Лос-Анджелесі та отримувати різноманітні невеличкі ролі. Так, наприклад, у 2000 році знявся у фільмі «Нестримні серця» та телесеріалі «Вокер, техаський рейнджер», а у 2001 році брав участь у зніманні телесеріалів «Захисник» і «Сабріна — юна відьма», де виконував епізодичні ролі другого плану. 
Так тривало кілька років, проте у 2006 відбувся відчутний прорив у його акторській кар'єрі. У віці 18 років Джессі отримав стабільну роль у акторському складі телесеріалу «Нічні вогні п'ятниці» знімання якого відбувалось у Остіні, штату Техас. Події телесеріалу висвітлювали життя шкільної футбольної команди, а Племенс грав одного з гравців у її складі. Загалом протягом 5 сезонів Племенс знявся у 59 епізодах. Пізніше цей успіх, Племенс закріпив, знявшись у культовому телесеріалі «Пуститися берега» 2013 року та телесеріалі-антології «Фарґо» 2015 року. 
Після цього почав зніматись переважно у фільмах провідних кінокомпаній, виконуючи ролі другого плану, серед яких «Чорна меса» (2015), «Міст Шпигунів» (2015), «Секретне досьє» (2017), «Нічні ігри» (2018), «Влада» (2018), «Ірландець» (2019) та інші.
У 2024 році був нагороджений призом за найкращу чоловічу роль Каннського кінофестивалю за три різні ролі в абсурдистському кіноальманасі Йоргоса Лантімоса «Види милосердя».

### Особисте життя
Джессі Племенс почав зустрічатись з Кірстен Данст під час їхнього спільного знімання у телесеріалі «Фарґо», а у 2016 році на церемонії врученні нагород Прайм-тайм премії «Еммі» вони зробили свої стосунки публічними. Пара заручилась у 2017 році. Через рік у 2018 році у них народився син Енніс Говард Племенс. Племенс і Данст одружилися в липні 2022 року.

## Зовнішність
Через зовнішню схожість Племенса довгий час порівнювали з іншими відомішими акторами Меттом Деймоном та Філіпом Сеймуром Гоффманом. Він навіть був запрошений для знімання з ними у фільмах «Нестримні серця» (2000), де він грав персонажа Метта Деймона у дитячому віці, та «Майстер» (2012), де він зіграв сина Філіпа Сеймура Гоффмана.
Під час знімання «Пуститися берега», фани серіалу в жартівливій формі називали Племенса — Мессом Деймоном (Meth Damon), через те що ім'я Метт (Matt) співзвучне з (Meth) скороченою назвою метамфетаміна, а події серіалу розгортались навколо його виробництва та розповсюдження.

## Фільмографія
| Рік       |    | Українська назва                                 | Оригінальна назва                        | Роль                    |
| --------- | -- | ------------------------------------------------ | ---------------------------------------- | ----------------------- |
| 1998      | ф  | Відшукати північ                                 | Finding North                            | безхатько               |
| 1999      | ф  | Університетський блюз                            | Varsity Blues                            | Томмі Гарбор            |
| 2000      | ф  | Нестримні серця                                  | All the Pretty Horses                    | юний Джон Греді Коул    |
| 2000      | с  | Вокер, техаський рейнджер                        | Walker, Texas Ranger                     | Расселл мол.            |
| 2001      | с  | Захисник                                         | The Guardian                             | Лоуренс Ніл             |
| 2001      | с  | Сабріна — юна відьма                             | Sabrina, the Teenage Witch               | хлопець                 |
| 2002      | ф  | Діти на їхні дні народження                      | Children on Their Birthdays              | Прічер Стар             |
| 2002      | ф  | Як Майк                                          | Like Mike                                | хуліган                 |
| 2003      | ф  | Коли Закарі Бівер прийшов в місто                | When Zachary Beaver Came to Town         | Джей                    |
| 2003      | ф  | Невдачі                                          | The Failures                             | Бо                      |
| 2003      | с  | Левове лігво                                     | The Lyon's Den                           | Рей Ферріс              |
| 2003      | с  | Розсудлива Емі                                   | Judging Amy                              | Джеймс Френклін         |
| 2004      | с  | Гафф                                             | Huff                                     | Доусон Джеймс           |
| 2006      | с  | CSI: Місце злочину                               | CSI: Crime Scene Investigation           | Овен Дебін              |
| 2006      | с  | Анатомія Грей                                    | Grey's Anatomy                           | Джейк Бетон             |
| 2006      | с  | NCIS: Полювання на вбивць                        | NCIS                                     | Джейсон Геклер          |
| 2006—2011 | с  | Нічні вогні п'ятниці                             | Friday Night Lights                      | Лендрі Кларк            |
| 2008      | ф  | Летючі хлопці                                    | The Flyboys                              | хуліган                 |
| 2008      | с  | Уособлення страху                                | Fear Itself                              | Леммен                  |
| 2009      | ф  | Типу крутий охоронець                            | Observe and Report                       | Чарльз                  |
| 2009      | ф  | Психоаналітик                                    | Shrink                                   | наркоторговець          |
| 2009      | с  | Мертва справа                                    | Cold Case                                | Раян Стюарт             |
| 2010      | ф  | Перегони щастя                                   | Happiness Runs                           | Чад                     |
| 2010      | ф  | Зустрічаючи Спенсера                             | Meeting Spencer                          | Спенсер Вест            |
| 2011      | ф  | Прибулець Павло                                  | Paul                                     | Джейк                   |
| 2011      | с  | Дитяча лікарня                                   | Childrens Hospital                       | Джессі                  |
| 2012      | ф  | Майстер                                          | The Master                               | Вел Додд                |
| 2012      | ф  | Морський бій                                     | Battleship                               | Джиммі Орд              |
| 2012      | с  | Схильність                                       | Bent                                     | Гарі                    |
| 2012—2013 | с  | Пуститися берега                                 | Breaking Bad                             | Тодд Елквіст            |
| 2014      | ф  | Домосида                                         | The Homesman                             | Гарн Соуз               |
| 2014      | ф  | Тремтіння                                        | Flutter                                  | Девід                   |
| 2014      | с  | Олівія Кіттерідж                                 | Olive Kitteridge                         | Джеррі Маккарті         |
| 2014—2018 | с  | Історія напідпитку                               | Drunk History                            | різноманітні ролі       |
| 2015      | ф  | Чорна меса                                       | Black Mass                               | Кевін Вікс              |
| 2015      | ф  | Програма                                         | The Program                              | Флойд Лендіс            |
| 2015      | ф  | Міст шпигунів                                    | Bridge of Spies                          | Джо Мерфі               |
| 2015      | с  | Фарґо                                            | Fargo                                    | Ед Бламквіст            |
| 2016      | ф  | Інші люди                                        | Other People                             | Девід                   |
| 2017      | ф  | Відкриття                                        | The Discovery                            | Тобі Гарбор             |
| 2017      | ф  | Баррі Сіл: Король контрабанди                    | American Made                            | шеріф Джо Даунінг       |
| 2017      | ф  | Вороги                                           | Hostiles                                 | Руді Кіддер             |
| 2017      | ф  | Секретне досьє                                   | The Post                                 | Роджер Кларк            |
| 2017      | с  | Бездіяльність                                    | No Activity                              | Ангус                   |
| 2017      | с  | Чорне дзеркало: Космічний човен Калістер         | Black Mirror                             | Роберт Дейлі            |
| 2018      | ф  | Нічні ігри                                       | Game Night                               | Гарі Кінгсбері          |
| 2018      | ф  | Влада                                            | Vice                                     | Курт                    |
| 2019      | ф  | Ірландець                                        | The Irishman                             | Чакі О'Брайен           |
| 2019      | ф  | Ель Каміно                                       | El Camino: A Breaking Bad Movie          | Тодд Елквіст            |
| 2020      | кф | Снігова куля: короткометражка «Пуститися берега» | Snow Globe: A Breaking Bad Short         | Тодд Елквіст            |
| 2020      | ф  | Я думаю закінчити це все                         | I'm Thinking of Ending Things            | Джейк                   |
| 2021      | ф  | Іуда і чорний месія                              | Judas and the Black Messiah              | Рой Мітчелл             |
| 2021      | ф  | Круїз по джунглях                                | Jungle Cruise                            | принц Йоакім            |
| 2021      | ф  | У руках пса                                      | The Power of the Dog                     | Джордж Бербенк          |
| 2021      | ф  | Ненаситний                                       | Antlers                                  | шериф Пол Медоуз        |
| 2022      | ф  |                                                  | Windfall                                 | CEO                     |
| 2023      | с  | Любов і смерть                                   | Love and Death                           | Аллан Гор               |
| 2023      | ф  | Вбивці квіткової повні                           | Killers of the Flower Moon               | Том Уайт                |
| 2024      | ф  | Громадянська війна                               | Civil War                                | солдат                  |
| 2024      | ф  | Види милосердя                                   | Kinds of Kindness                        | Роберт / Деніел / Ендрю |
| 2025      | ф  | Бугонія                                          | Bugonia                                  | Тедді                   |
| 2026      | ф  | Голодні ігри: Схід сонця на Жнива                | The Hunger Games: Sunrise on the Reaping | Плутарх Хевенсбі        |

## Нагороди та номінації
| Нагорода                                | Рік  | Категорія                                                         | Робота                                   | Результат |
| --------------------------------------- | ---- | ----------------------------------------------------------------- | ---------------------------------------- | --------- |
| Оскар                                   | 2022 | Найкраща чоловіча роль другого плану                              | У руках пса                              | Номінація |
| BAFTA                                   | 2022 | Найкраща чоловіча роль другого плану                              | У руках пса                              | Номінація |
| Еммі                                    | 2016 | Найкращий актор другого плану мінісеріалу або телефільму          | Фарґо                                    | Номінація |
| Еммі                                    | 2018 | Найкращий актор мінісеріалу або телефільму                        | Чорне дзеркало: Космічний човен Калістер | Номінація |
| Еммі                                    | 2023 | Найкращий актор другого плану мінісеріалу або телефільму          | Любов та смерть                          | Номінація |
| Премія Гільдії кіноакторів США          | 2013 | Найкращий акторський склад у драматичному серіалі                 | Пуститися берега                         | Номінація |
| Премія Гільдії кіноакторів США          | 2014 | Найкращий акторський склад у драматичному серіалі                 | Пуститися берега                         | Перемога  |
| Каннський кінофестиваль                 | 2024 | Найкраща чоловіча роль                                            | Види милосердя                           | Перемога  |
| Супутник                                | 2022 | Найкращий акторський склад у кінофільмі                           | У руках пса                              | Перемога  |
| Кінопремія «Вибір критиків»             | 2019 | Найкращий акторський склад                                        | Влада                                    | Номінація |
| Кінопремія «Вибір критиків»             | 2020 | Найкращий акторський склад                                        | Ірландець                                | Номінація |
| Кінопремія «Вибір критиків»             | 2021 | Найкращий акторський склад                                        | Іуда і чорний месія                      | Номінація |
| Кінопремія «Вибір критиків»             | 2022 | Найкращий акторський склад                                        | У руках пса                              | Номінація |
| Вибір телевізійних критиків             | 2016 | Найкраща чоловіча роль другого плану в мінісеріалі або телефільмі | Фарґо                                    | Перемога  |
| Вибір телевізійних критиків             | 2020 | Найкраща чоловіча роль другого плану в мінісеріалі або телефільмі | Ель Каміно                               | Номінація |
| Вибір телевізійних критиків             | 2024 | Найкраща чоловіча роль другого плану в мінісеріалі або телефільмі | Любов та смерть                          | Номінація |
| Сатурн                                  | 2018 | Найкраща гостьова роль у серіалі                                  | Чорне дзеркало: Космічний човен Калістер | Номінація |
| Готем                                   | 2021 | Найкращий актор                                                   | Я думаю закінчити це все                 | Номінація |
| Незалежний дух                          | 2018 | Найкраща чоловіча роль                                            | Інші люди                                | Номінація |
| Премія Лондонського гуртка кінокритиків | 2022 | Найкращий актор другого плану                                     | У руках пса                              | Номінація |